# Josephine Crowell
Josephine Crowell (Nova Escòcia, 11 de gener de 1859 - Amityville (Nova York), 27 de juliol de 1932, va ser una actriu de cinema mut activa a les dècades de 1910 i 1920. Anomenada la dona més dolenta del cinema després d’interpretar a Caterina de Mèdici a “Intolerance” (1916).

## Biografia

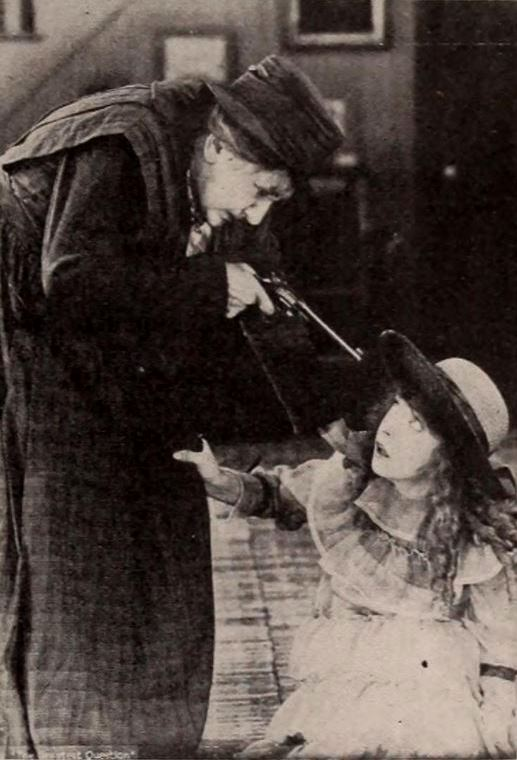
Josephine Crowell i Lillian Gish en un fotograma de la pel·lícula The Greatest Question (1919)

Nascuda a Hallifax o Barrington a Nova Escòcia, Josephine Boneparte Crowell (nom real de l’actriu) va iniciar la seva carrera en el món del teatre el 1875 interpretant sobretot papers còmics. Va arribar a actuar amb intèrprets coneguts del moment com Frank Keenan o Robert Hiliard. El 1912 va començar a treballar per a la Biograph i quan Griffith abandonà la companyia fou un dels actors que el seguiren. Faria una de les seves interpretacions més destacades com a Mrs. Cameron a “El naixement d'una nació” (1915). Després faria el paper que l’encasellaria com a villana a "Intolerance," que repetiria en pel·lícules com “The Greatest Question” (1919) o a “Ashes of Vengeance” (1923). Tot i això també interpretaria a mares o velletes preocupades i consoladores. Va retirar-se poc després de l’arribada del sonor i morí el 1932.

## Filmografia
- The Painted Lady (1912)
- The School Teacher and the Waif (1912)
- The Mothering Heart (1913)
- His Mother's Son (1913)
- Home, Sweet Home (1914)
- The Tear That Burned (1914)
- The Avenging Conscience (1914)
- The Sisters (1914)
- A Question of Courage (1914)
- The Weaker Strain (1914)
- The Tear That Burned (1914)
- The Mountain Rat (1914)
- Golden Dross (1914)
- The Craven (1915)
- The Way of a Mother (1915)
- A Yankee from the West (1915)
- El naixement d'una nació (1915)
- A Man and His Mate (1915)
- The Penitentes (1915)
- The Three Brothers (1915)
- Pillars of Society (1916)
- Martha's Vindication (1916)
- The Wharf Rat (1916)
- Intolerance (1916)
- The House Built Upon Sand (1916)
- The Little School Ma'am (1916)
- A Child of the Streets (1916)
- The Old Folks at Home (1916)
- The Bad Boy (1917)
- Cheerful Givers (1917)
- Betsy's Burglar (1917)
- Rebecca of Sunnybrook Farm (1917)
- The Fair Barbarian (1917)
- Hearts of the World (1918)
- Stella Maris (1918)
- Women's Weapons (1918)
- The Bravest Way (1918)
- Diane of the Green Van (1919)
- Peppy Polly (1919)
- Josselyn's Wife (1919)
- The Greatest Question (1919)
- Puppy Love (1919)
- The Woman Next Door (1919)
- Rose o' the River (1919)
- The House of Intrigue (1919)
- The Six Best Cellars (1920)
- Flames of the Flesh (1920)
- Half a Chance (1920)
- Crooked Streets (1920)
- Dangerous to Men (1920)
- Held by the Enemy (1920)
- Bunty Pulls the Strings (1921)
- Don't Neglect Your Wife (1921)
- Live and Let Live (1921)
- Home Stuff (1921)
- Shattered Idols (1922)
- Seeing's Believing (1922)
- Lights of the Desert (1922)
- Minnie (1922)
- A Homespun Vamp (1922)
- Main Street (1923)
- Ashes of Vengeance (1923)
- Nobody's Money (1923)
- Yesterday's Wife (1923)
- Rupert of Hentzau (1923)
- Hot Water (1924)
- Flowing Gold (1924)
- The Sporting Venus (1925)
- Zander the Great (1925)
- Welcome Home (1925)
- The Merry Widow (1925)
- New Brooms (1925)
- No Father to Guide Him (1925)
- Yellow Fingers (1926)
- Dog Shy (1926)
- Bred in Old Kentucky (1926)
- Padlocked (1926)
- For Wives Only (1926)
- The Splendid Crime (1926)
- Mantrap (1926)
- Fighting Love (1927)
- The Man Who Laughs (1928)
- Speedy (1928)
- Wrong Again (1929)